# Rafael Gómez Catón
Rafael Gómez Catón (Fregenal de la Sierra, Badajoz, 14 de noviembre de 1890-22 de junio de 1961), más conocido solo como Catón fue un pintor español «en la línea de Gimeno, Sorolla o Rusiñol», lo que lleva a distinguirlo de una serie de autores coetáneos que sistemáticamente vienen conformando el panorama artístico extremeño de la primera mitad del siglo XX.
En todo caso, apenas nada se sabe de la vida de este «tipo entre lo popular y lo distinguido, que sabía de todo y no hacía tanto», «señorito bohemio y solterón empedernido, [que] encontró en la mesa los placeres de la vida», «ameno y cultísimo charlista», miembro de la Real Sociedad de Alpinismo Peñalara, que, cuando casi nadie disponía de vehículo propio, utilizaba un Amilcar para desplazarse por la zona…, perdiéndose entre un cúmulo de anotaciones curiosas y gestos extravagantes los pocos datos biográficos de que se dispone hasta el momento.

## Biografía
Rafael Antonio Serapio Gómez Catón fue el segundo de los dos hijos y tres hijas de la familia de la burguesía local formada por Anselma Catón Barragán (n. Jerez de los Caballeros) y el frexnense Francisco Gómez Carvajal (miembro fundador de la sociedad denominada Folk-Lore Frexnense (1882), nacido la noche del 14 de noviembre de 1890 en la vivienda n.º 10 de la calle Los Remedios y bautizado en la iglesia parroquial de Santa Ana por el presbítero Jenaro Ramos Lozano, nueve días después de su nacimiento.
|  |                          |  |  |  |  |  |  |  |  |  |  |  |  |  |  |  |
|  | Vicente Gómez            |  |  |  |  |  |  |  |  |  |  |  |  |  |  |  |
|  |                          |  |  |  |  |  |  |  |  |  |  |  |  |  |  |  |
|  |                          |  |  |  |  |  |  |  |  |  |  |  |  |  |  |  |
|  | Francisco Gómez Carvajal |  |  |  |  |  |  |  |  |  |  |  |  |  |  |  |
|  |                          |  |  |  |  |  |  |  |  |  |  |  |  |  |  |  |
|  |                          |  |  |  |  |  |  |  |  |  |  |  |  |  |  |  |
|  | María Josefa Carvajal    |  |  |  |  |  |  |  |  |  |  |  |  |  |  |  |
|  |                          |  |  |  |  |  |  |  |  |  |  |  |  |  |  |  |
|  |                          |  |  |  |  |  |  |  |  |  |  |  |  |  |  |  |
|  | Rafael Gómez Catón       |  |  |  |  |  |  |  |  |  |  |  |  |  |  |  |
|  |                          |  |  |  |  |  |  |  |  |  |  |  |  |  |  |  |
|  |                          |  |  |  |  |  |  |  |  |  |  |  |  |  |  |  |
|  | Antonio Catón            |  |  |  |  |  |  |  |  |  |  |  |  |  |  |  |
|  |                          |  |  |  |  |  |  |  |  |  |  |  |  |  |  |  |
|  |                          |  |  |  |  |  |  |  |  |  |  |  |  |  |  |  |
|  | Anselma Catón Barragán   |  |  |  |  |  |  |  |  |  |  |  |  |  |  |  |
|  |                          |  |  |  |  |  |  |  |  |  |  |  |  |  |  |  |
|  |                          |  |  |  |  |  |  |  |  |  |  |  |  |  |  |  |
|  | María Josefa Barragán    |  |  |  |  |  |  |  |  |  |  |  |  |  |  |  |
|  |                          |  |  |  |  |  |  |  |  |  |  |  |  |  |  |  |
|  |                          |  |  |  |  |  |  |  |  |  |  |  |  |  |  |  |

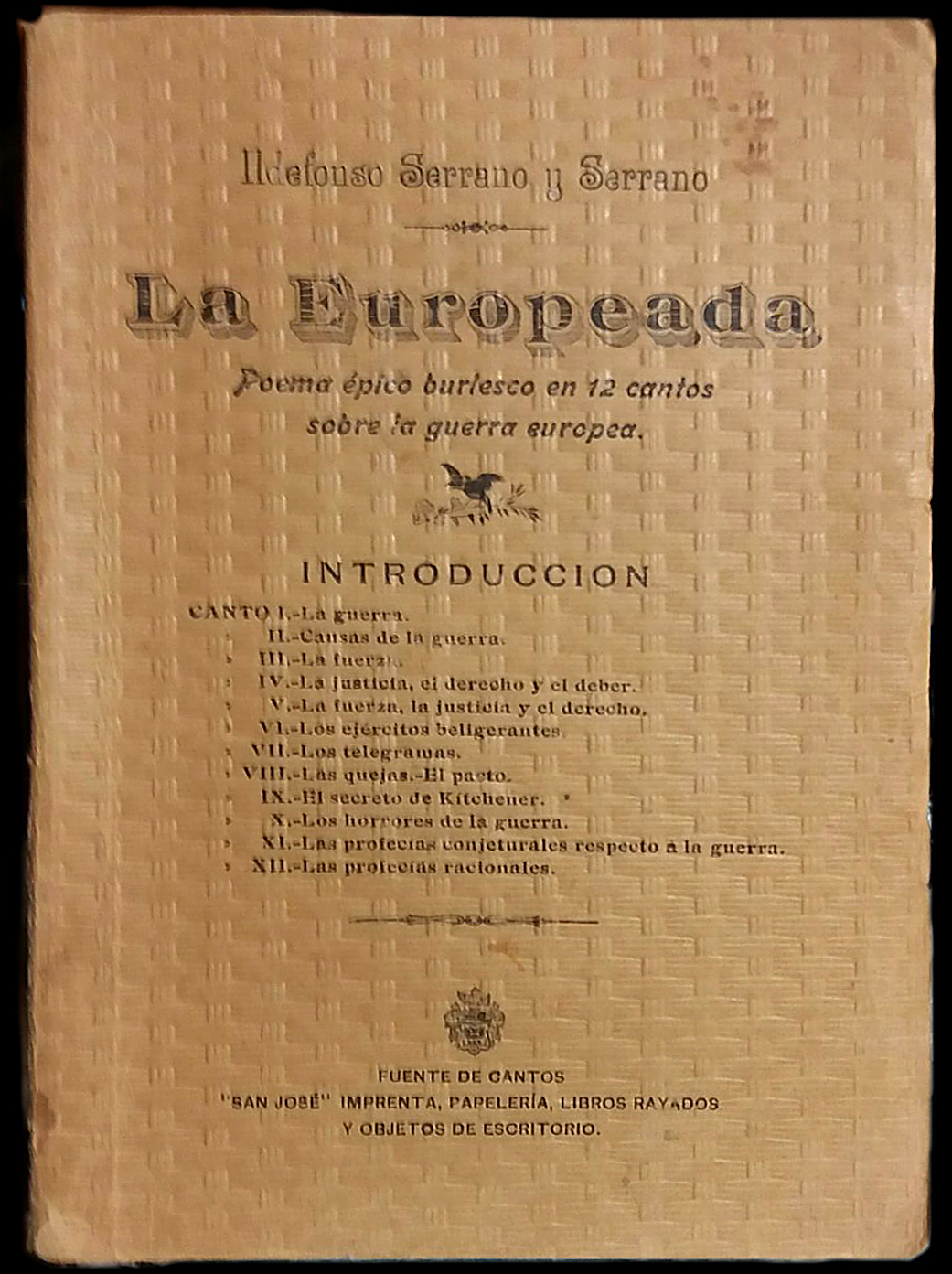
Cubierta de uno de los tres ejemplares, al menos, del "poema épico burlesco" La Europeada (Ildefonso Serrano, 1915) que Gómez Catón adquirió directamente del autor del texto.

Alrededor de 1901/2, se matricula en el colegio «San Francisco de Sales» de Segura de León, fundado por el sacerdote y escritor Ildefonso Serrano (1860-1935) a finales del siglo XIX, del que pasa al «Instituto General y Técnico» de Badajoz, donde obtiene altas calificaciones. En el verano de 1902, gracias a las evidentes dotes naturales que el joven muestra para la práctica artística, toma clases de Dibujo de Eugenio Hermoso (1883-1963), siete años, pues, mayor que él, lo que origina una prolongada amistad entre ambos autores:

También había dado yo lecciones de Dibujo a un muchachote de mi pueblo, hijo del por entonces alcalde de Fregenal. Este muchacho, que era estudiante del grado por aquellos años, fue luego muy amigo mío. Catón, el eterno enamorado de la Pintura, muy conocido por sus andanzas y por sus rarezas entre la gente de nuestro tiempo.

Por consejo paterno, cursa estudios universitarios en Sevilla, Granada (c. 1910-2: el primer año, se hospeda en el conocido Colegio Mayor de San Bartolomé y Santiago, colindante con la Facultad de Derecho) y Madrid (donde dirige el denominado «Grupo de los Viernes»). Pero prefiere pronto entregarse de lleno al ejercicio de su verdadera vocación, la Pintura, lo que lo lleva a viajar frecuentemente por Francia, Italia, Portugal, Marruecos (donde realiza numerosas obras)…, hasta fijar su residencia definitiva en la casa n.º 1 de la calle Segura de Fregenal, en cuyo interior se conservan pinturas del artista que decoran algunos de los techos.
En los primeros años 20, vive en Madrid. Durante la temporada 1920-1, aloja temporalmente en su casa a Eugenio Hermoso, quien realiza un retrato del pintor (1920. Óleo sobre lienzo. Firmado y fechado. Col. particular, Badajoz):

Hice aquella temporada a mi amigo Catón un retrato de media figura, como de alpinista, muy dentro de mi modo de entonces, de tonos cálidos y nada tímido de factura.

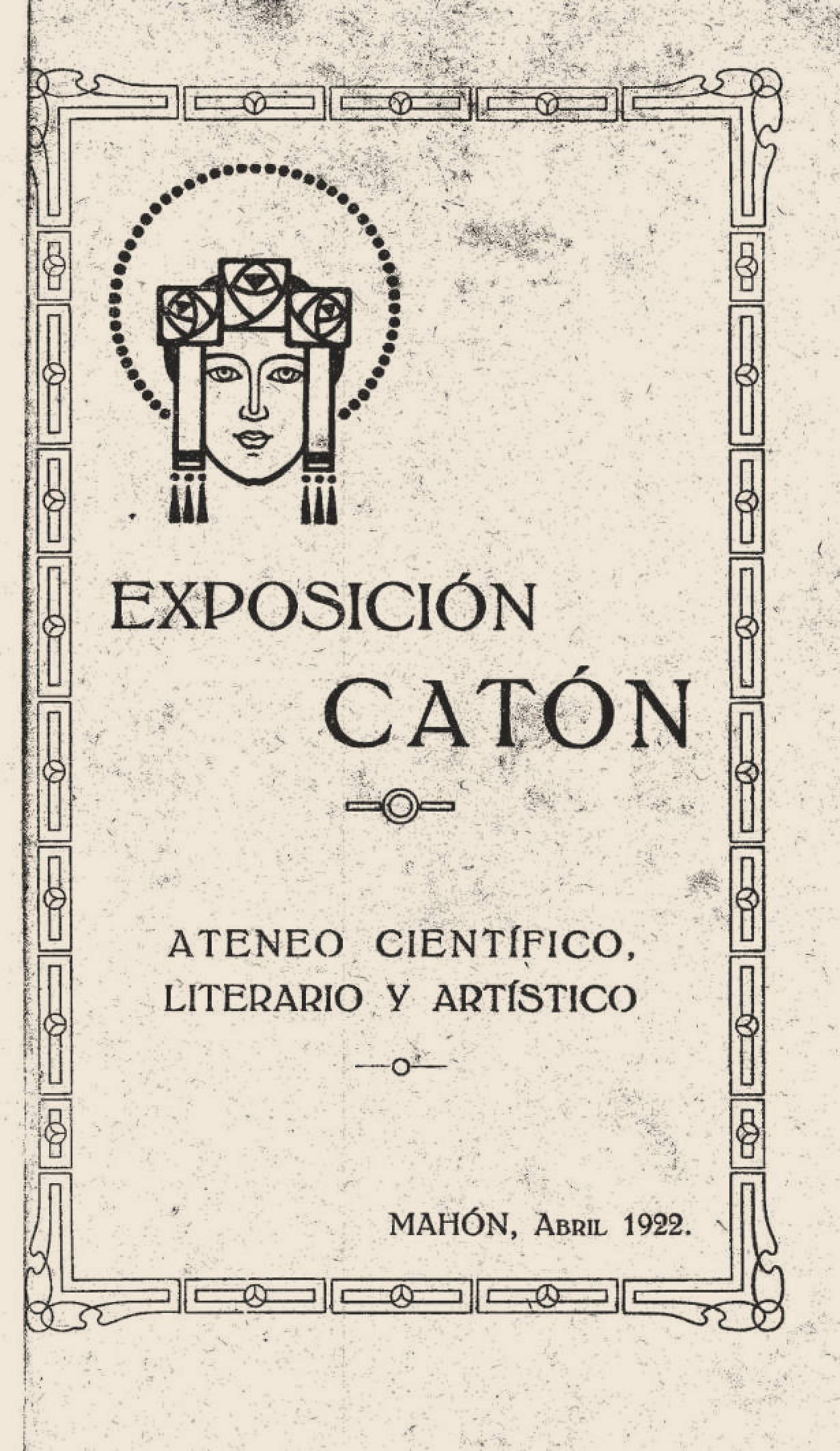
Catálogo de la exposición de dibujos y pinturas de Catón celebrada en el salón de actos del Ateneo Científico, Literario y Artístico de Mahón del 29 de abril al 2 de mayo de 1922.

También en esta etapa, frecuenta el Círculo de Bellas Artes, donde coincide con otros pintores que comienzan a despuntar: Gabriel Morcillo, Manuel González Santos, Salvador Aspiazu, etc. De esta época, datable entre 1918 y 1927, cabe reseñar su paso por la llamada «Escuela de Pintores de El Paular», creada en 1916 por la Dirección General de Bellas Artes, donde estudia por entonces otro artista extremeño, Timoteo Pérez Rubio, su condición de miembro de la «Real Sociedad de Alpinismo Peñalara», fundada en Madrid en octubre de 1913 (en la revista homónima de enero de 1921, aparece como socio n.º 1621), o la muestra de dibujos y pinturas celebrada en el salón de actos del Ateneo Científico, Literario y Artístico de Mahón del 29 de abril al 2 de mayo de 1922, en cuyo catálogo figura la siguiente Advertencia:

Consciente de la modestia de esta obra que tengo el honor de exponer a la consideración pública, me creo también en el deber de advertir que no pretendo alcanzar con ella lucro ni consagración alguna, sino, principalmente, atender a los varios requerimientos de algunas amistades y a la galante invitación de este simpático Ateneo. Así, pues, como ha sido breve y accidentado el tiempo pasado entre vosotros, no vais a ver más que unas notas fugaces e impresionistas de aspectos menorquines, preparatorias de trabajos más reflexivos.

Yo no os pido siquiera ni benevolencia al contemplarlas, tal las considero de insignificantes; solo deseo que el recuerdo imperfecto de estos apuntes de viaje os lleve a la visión de la Naturaleza, su verdadera madre, donde fueron vividos y en la que tanto podríais aprender y sentir, porque esta tierra tan pródiga en bellezas tan desconocidas como mal ensalzadas es digna antesala del Paraíso de Mallorca.

Si los que me visitéis sabéis oír mis indicaciones y os es grata un momento esta contemplación, me daré por muy satisfecho y aun os regalaré muchísimas gracias.

Hacia 1928, se establece definitivamente en su ciudad natal, en la que goza ya de notable fama como artista, siendo nombrado profesor titular de Dibujo del instituto de segunda enseñanza de la localidad, inaugurado el año académico 1928-9, en el que, entre 1934 y 1936, estudia los dos primeros cursos de bachillerato el incipiente pintor Guillermo Silveira, quien recibe clases del maestro.
Mientras dura la Guerra Civil, permanece en Fregenal. Es lo que se desprende de una carta en verso, fechada en Madrid el 8 de octubre de 1938, en la que su amigo Eugenio Hermoso se interesa sobre todo por su actividad pictórica, predominantemente paisajística:

| Bueno, amigo: ¿Do [sic] trabajas, dónde subes, dónde bajas con tu morral de alpinista con caballetes y cajas como incumbe al paisajista? ¿Has decidido pintar de nuestros campos lozanos sus cañadas y altozanos, aquí un oscuro hontanar, allá los montes lejanos? | ¿Tu caballete colocas en los estrechos caminos entre paredes y rocas donde crecen zarzas locas, hiedras, mastranzos y espinos? ¿O lo clavas en el suelo junto a la paz del descanso del siempre andante arroyuelo que retrata en su remanso árbol, piedra, muro o cielo? | ¿Subes al alto del cerro violando lindes y setos, donde nos sale algún perro con sus collares de hierro a mordernos sin respeto?[28] |

Ítem más:

Encontró un tremendo vacío incluso familiar, producto del terror, tanto que agradeció siempre a un solo amigo, el pintor Rafael Gómez Catón, que consternado le dio el pésame en la calle. Habló con el sepulturero que presenció el fusilamiento en el que participó algún compañero suyo del instituto, uno de los cuales le abrazó llorando. Según el testigo, las últimas palabras de Antonio fueron: "Pobres, en qué España os dejo".

Figuero, Javier (1986). Memoria de una locura – Crónica testimonial de una gran tragedia española. Espejo de España 124. Barcelona: Editorial Planeta. p. 78.
ISBN 978-8432058554.

Durante largas temporadas, se recluye en la finca Chocolatero, de la que es propietario, situada junto a la carretera que conduce de Segura de León a Fuente de Cantos, no pocas de cuyas vistas aparecen reflejadas en sus obras.
Tras una breve enfermedad («no faltó quien achacara la causa inmediata de su muerte a una comilona»), fallece en su casa de Fregenal el 22 de junio de 1961, a los 70 años de edad, siendo enterrado en un sencillo nicho del cementerio municipal de la localidad.
Según referencias familiares recogidas del propio pintor, pensaba donar todas sus obras a su ciudad natal, para lo que se habilitaría como casa museo su residencia de la calle Segura, proyecto que, finalmente, no llegó a realizarse. La colección constaba de unos mil doscientos óleos sobre lienzo «a veces aplicado con espátula», madera u otros soportes, dibujos, apuntes…, la práctica totalidad de los cuales se conservan en la actualidad en diversas colecciones particulares y organismos públicos de Fregenal de la Sierra, Barcelona, Sevilla o Madrid. También el Museo Provincial de Bellas Artes de Badajoz (MUBA) conserva algunas piezas donadas por el autor (mayormente, se trata de tablillas de 11 x 15 cm), que no pueden clasificarse entre las mejores de su extensa producción artística. Si, además, se tiene en cuenta que no vendió ni un solo cuadro en vida, dada en parte su desahogada situación económica (para Hermoso, «le perjudicó siempre tener dinero»), se trataría, prácticamente, del total de su trabajo.

## Influencias y estilo
Entre su pintura, se encuentran obras de gran calidad, jugosas y expresivas. Sus paisajes (Granada, Cuenca, Galicia, Mallorca (Santañí…), Mahón (Cala Figuera, Sa Mesquida…), Portugal (Figueira da Foz…), Marruecos…), pueblos extremeños (Segura de León, Fregenal de la Sierra, Jerez de los Caballeros, donde posee la denominada Huerta de los Frailes…), bodegones, flores, etc., generalmente al óleo, son expresados con un lenguaje colorista y luminoso, con recuerdos de los impresionistas franceses, que debió de conocer de un modo progresivo a partir de sus viajes a París, probablemente (son muy escasas las obras firmadas y/o fechadas por Catón) durante el periodo 1920-5, o los españoles «Anglada, Mir, Meyfrén y algún otro».
Se trata con cierta frecuencia de obras de pequeño formato realizadas sobre tablillas de madera, conocidas en el ambiente artístico de entonces como tableautins. Fueron muy utilizadas por Fortuny, Bernardo Ferrándiz, Picasso… Frecuentemente, como era el caso de Catón, provenían de cajas de puros, lo que unido al uso, en ocasiones, de pinturas «de no mucha calidad» hacía que su elaboración resultase en general muy económica.
Al margen de las normas del momento, su obra se distancia de la pintura costumbrista de la primera mitad del siglo XX, especialmente extremeña, a través de una técnica más pastora y rica y una pincelada más suelta y menos precisa, según los principios de la pintura au plein air (o plenairismo), iniciada en España por Carlos de Haes y defendida a principios de la centuria por Sorolla, Rusiñol, etc. Con frecuencia, utiliza gamas sienas, azules y verdes e iluminaciones blanquecinas que crean atmósferas muy poéticas, expresadas con un lenguaje sereno y solitario pero contrastado.
En sus primeros años, realiza una serie de retratos inspirados en el estilo de Eugenio Hermoso, junto a algunos paisajes de luces tenues y colorido austero, limitados a una gama personal: blancos, sienas, ocres, azules y algún toque rojo, entre los que cabe reseñar especialmente un conjunto de vistas de Granada, fechadas en torno a 1923. Cabe advertir que son muy pocas las piezas anteriores a estos años que se conocen hasta ahora.
Entre 1925 y 1945, se puede hablar de una segunda etapa caracterizada por una mayor matización cromática y un espectro tonal diferente. Los violetas, morados, azules y verdes enriquecen ahora una técnica de toques cortos y paralelos, a modo de un neoimpresionista o divisionista, claramente relacionada con el espíritu pictórico del antes mencionado Joaquín Mir o el asturiano Darío de Regoyos.
A partir de 1946, recurre a un tratamiento más austero y sobrio de la composición, estructurada en planos muy diferenciados y tratada con un punto de perspectiva bajo, que da a los cielos y las nubes un particular protagonismo. 
Se conservan también algunos bodegones (Sardinas, Lenguados…), llenos de luz, plasmados por el pintor con una técnica más perfeccionista y detallada.
En su trabajo sobre El paisaje en la Pintura extremeña (2019), el profesor Román Hernández Nieves escribió al respecto:

Su paleta fue muy colorista y luminosa, casi fovista; su pincelada deshilachada, suelta, desdibujada, como impresionista. Gómez Catón conocía la pintura impresionista de su tiempo pues viajó por Francia, Italia, Marruecos y otros lugares. El tema preferido fue, sin duda, el paisaje extremeño; no faltan, sin embargo, en su producción los bodegones y las flores y, con menor fortuna artística, los retratos. Se mantuvo distanciado de la pintura regionalista de su época, fue un digno paisajista y un artista hoy poco conocido.

## Obra seleccionada
- El acueducto, 1910. Óleo sobre lienzo, 63 x 80 cm. Ángulo inferior derecho: «Catón 1910». El artista presenta en esta ocasión el lugar conocido popularmente como «Cuesta de los Chinos», cercana a la Alhambra, entre las callejuelas de la parte alta de Granada. En el primer término de la composición, a la izquierda, aparece la torre denominada «del Agua», llamada así por el acueducto que pasa junto a ella, destruido en 1701 por una bomba y que llevaba esta desde el Generalife hasta la Alhambra. En el segundo, se abre un paisaje de tonos dorados propios del atardecer. En cuanto al color, dominan los tonos pardos y terrosos que contrastan con los vivos y cálidos del fondo. Entre las pinturas que decoran la residencia del pintor, se encuentra otra versión de esta obra, de mayores proporciones (60 x 100 cm, aprox.), realizada años más tarde.
- Cuenca, c. 1918. Óleo sobre lienzo, 80 x 72 cm. Hacia 1917, traslada su residencia a Madrid, donde permanece hasta 1925, aproximadamente. Durante estos años, ejecuta una serie de paisajes de los alrededores de la capital, pintados al aire libre, en los que se vislumbran ya algunos rasgos técnicos característicos de toda su producción. Entre estos, sobresalen varias vistas de Cuenca, ciudad que admira especialmente, y cuyo número y títulos se desconocen casi en su totalidad. Existen, al menos, dos versiones de esta obra. Tratada con una pincelada suelta y pastosa, muy propia de esta época, destaca sobre todo por el acertado dibujo, el rico colorido y el preciso tratamiento de la luz.
- La del Pico de la Noria o Conce, 1924. Carboncillo y lápiz sobre papel, 65 x 53 cm. Ángulo inferior izquierdo: «R / 1924». Pese a estar considerado como un pintor predominantemente paisajista, Gómez Catón realiza sobre todo en sus primeros años una serie de retratos inspirados en el estilo de Hermoso, de quien, como ya se ha referido, toma clases de Dibujo en el verano de 1902. En este caso, la modelo es una joven conocida como «La del Pico de la Noria».[36] Sobresalen la viveza y la fuerza expresiva del rostro, reflejadas sobre todo en la mirada. Figura en el catálogo de la exposición celebrada en abril de 1981 con el título de «Conce» (n.º 9).
- Paisaje de Fregenal, 1939. Óleo sobre madera, 11 x 14 cm. Inscripción en el reverso: «CATÓN / 939». El artista presenta en esta pieza el paraje de «Cegón», cercano a Fregenal. Respecto al colorido, dominan los tonos cálidos y vibrantes del verano extremeño que apenas contrastan con los verdes de la escasa vegetación en primer plano y los suaves tonos azulados del cielo. La composición es tratada con un punto de perspectiva alto, como viene siendo habitual en las obras de estos años.
- Paisaje de Fregenal (boceto), 1952. Lápiz sobre papel, 11 x 13 cm. La composición se estructura a través del camino en distintos planos. De fondo, se vislumbra un esquemático paisaje urbano de Fregenal, en el que aparece la iglesia parroquial de Santa Ana, situada en el extremo noroeste de la población.
- Chocolatero, 1953. Óleo sobre madera, 24 x 34 cm. Técnicamente, domina el acertado tratamiento de la luz y el color que evocan los amaneceres primaverales del paisaje extremeño. Se conserva un pequeño dibujo (11 x 13 cm), que tal vez le sirvió como apunte para realizar la obra.
- Paisaje de Fregenal, c. 1954. Óleo sobre madera, 25 x 34 cm. Esta vez, el pintor reproduce el paraje de «Valera», visto desde la terraza de su casa en Fregenal. La escena, fuertemente iluminada, presenta en primer plano la carretera que lleva a Bodonal. De fondo, se abre un extenso paisaje en el que pueden distinguirse Segura de León, los montes que rodean Cabeza la Vaca, etc. Cromáticamente, predominan los tonos suaves y fríos del amanecer, captados con toda la frescura y naturalidad de la pintura al aire libre. Se conoce otra versión de esta obra, creada por medio de una pincelada más suelta y pastosa.
- Patio extremeño, c. 1954. Óleo sobre madera, 25 x 34 cm. Se trata en este caso del desaparecido claustro del convento de Santa Clara de Fregenal, en torno al cual se instalan en la primera mitad del siglo XX una serie de familias de las más menesterosas de la población, que emplean las antiguas celdas a manera de humildes viviendas. Eugenio Hermoso habla de un edificio «vendido en parte, en parte albergue de toda la población de los sin casa y sin ventura».[16] Artísticamente, resalta la riqueza cromática de los ocres y verdes, así como el perfecto tratamiento de la luz que se filtra a través de las ramas del árbol en el primer término.
- Serie de ocho tablillas enmarcadas conjuntamente (bocetos), 1956. Óleo sobre madera, 5 x 10 cm (cada una). Ángulo inferior izquierdo: «KATÓN». Inscripción en el reverso: «CATÓN / 1956». Siete de estas presentan otros tantos paisajes montañosos (casi seguramente de Granada), mientras que en la situada en el ángulo inferior izquierdo de la pieza se vislumbra el interior de un templo cuya identificación resulta muy difícil. Cromáticamente, contrastan los marrones, azules y verdes de los primeros planos con los tonos blanquecinos de los cielos.

### Museo Provincial de Bellas Artes de Badajoz(MUBA)
| - Paisaje, s/f. Óleo sobre madera, 11 x 15 cm. - Crestas nevadas, s/f. Óleo sobre madera, 11 x 15 cm. - Caserío, s/f. Óleo sobre madera, 11 x 15 cm. - Puente, s/f. Óleo sobre madera, 11 x 15 cm. - Cortijada, s/f. Óleo sobre madera, 11 x 15 cm. - Vista de un pueblo, s/f. Óleo sobre madera, 11 x 15 cm. - Apuntes de casas, s/f. Óleo sobre madera, 11 x 15 cm. - Río, s/f. Óleo sobre madera, 11 x 15 cm. | - Pórtico de una finca, s/f. Óleo sobre madera, 11 x 15 cm. - Una huerta, s/f. Óleo sobre madera, 11 x 15 cm. - Paisaje de estío, s/f. Óleo sobre madera, 11 x 15 cm. - Sardinas, s/f. Óleo sobre madera, 11 x 15 cm. - Lenguados, s/f. Óleo sobre madera, 25 x 35 cm. - Marina, s/f. Óleo sobre madera, 40 x 50 cm. - Romería, s/f. Óleo sobre madera, 40 x 31 cm. |

### Otras
| - Aldea. - Apunte del puerto desde frente a Villacarlos, 1922. - Aspecto frente a [la fortaleza de] la Mola desde la cala de San Esteban, 1922. - Barco velero. - Bodegón. - Capricho de flores. - Casa de Chocolatero, sin firma ni fecha. Óleo sobre lienzo, 43 x 53 cm. Col. particular, Segura de León (Badajoz). - Casa de Cuenca. - Castillo de Segura. - Culiqui. - Eduvigis. - Gallo. - Hijas del guardia. | - Jarrón de flores de mi madre. - Marruecos. - Mi huerto. - Mujer frexnense. - Paisaje de Chocolatero. - Paisaje de Segura. - Paisaje extremeño. - Patio del cementerio, 1922. - Pueblo en fiestas. - Punta Umbría. - Remedios. - Rincón del parque. - Tierra extremeña. - Un aspecto del puerto, 1922. |

## Exposiciones
Son pocas las ocasiones en las que se han visto expuestas obras de Gómez Catón. No obstante, se hallan noticias aisladas de algunas muestras celebradas en Badajoz, Almendralejo, Fregenal, Madrid, Mahón o Palma de Mallorca. Sobre todo, destaca la prensa que tiene que esforzarse para no imitar a su paisano Hermoso, su cultura, su costumbre de pintar al aire libre (pese a que el tiempo, a veces, no es el más propicio para ello), lo que lo aleja decididamente de las normas académicas de entonces.
En abril de 1981, con motivo del 75.º aniversario de la coronación canónica de Santa María de los Remedios, se organizó en la Escuela Sindical de Formación Profesional de Fregenal una muestra antológica del pintor a la que concurrieron 47 piezas, todas procedentes de colecciones particulares, entre las que cabe destacar Hijas del guardia, Patio extremeño, Chocolatero, Eduvigis, Marruecos, etc.

## Textos
Junto a su extensa producción pictórica, se encuentran numerosos cuadernos de notas en los que el artista va recogiendo dichos, pensamientos, impresiones… (a menudo sin conexión lógica aparente), en los que deja entrever una amplia formación intelectual, acrecentada por medio de sus múltiples lecturas, con el mismo rigor milimétrico con que apunta su dieta diaria, ya a partir de los años 40:

Al que no madruga,
Dios no le ayuda.

Barcelona 17 - Junio - 952.

[…] desayuno en [la] cama café con leche y rebanadas; […] por [la] tarde decido hacer comida, aunque escaso de tiempo: lomo del guardado en manteca, arroz con tomate preparado, aceitunas, nueces, vino.

MARTES, 6 de marzo de 1945.

Como ya se ha mencionado, Gómez Catón pensaba donar toda su obra a su ciudad natal. Es lo que parece desprenderse de este texto fechado en Jerez de los Caballeros el 16 de mayo de 1952, que el artística titula Monólogo imaginativo:

Se asombra, se admira y se recrea con inmenso placer al resucitar y ver el enorme cambio que para gran bien [han] experimentado su casa y sus cosas.

Jerez (al paso).

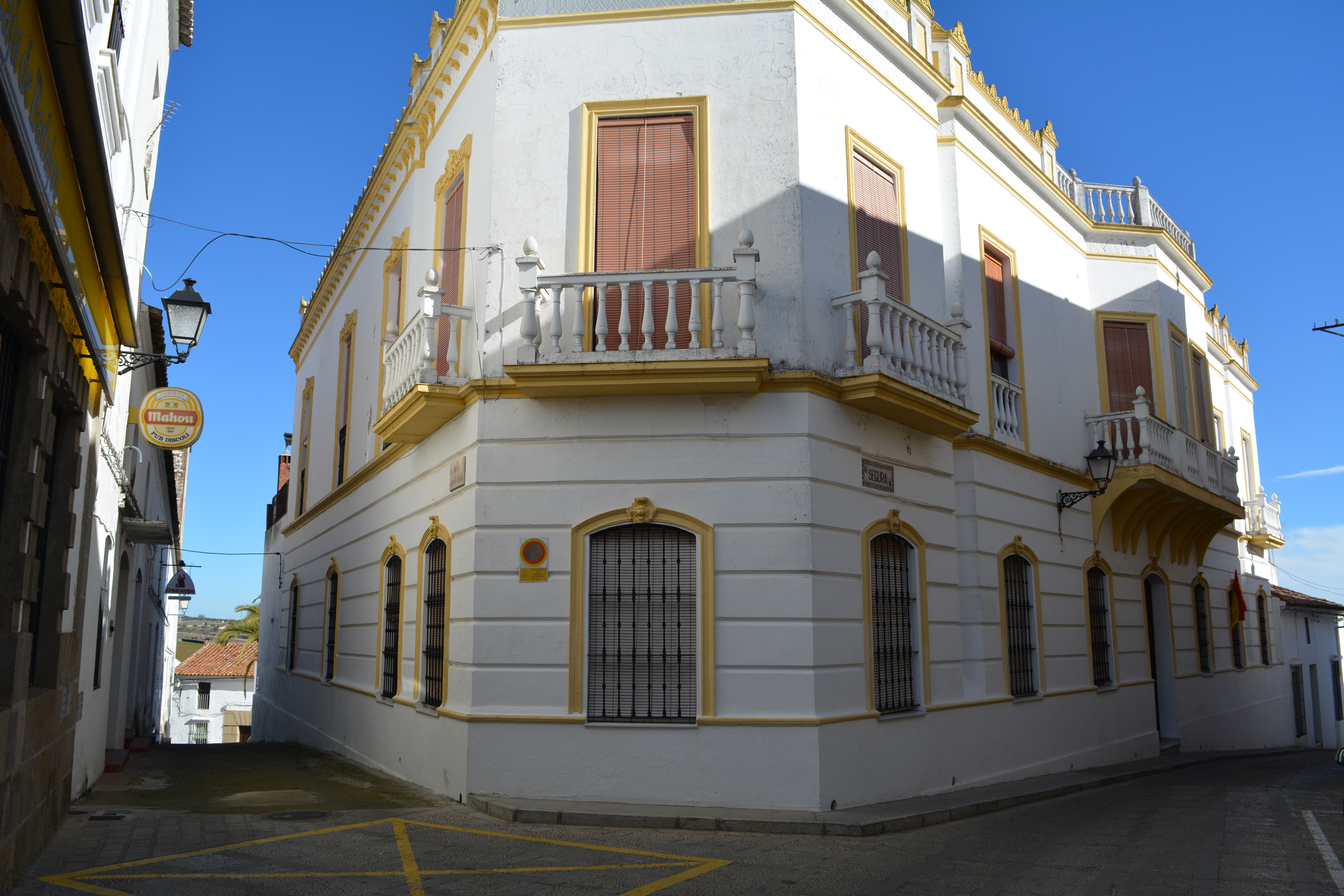
Fregenal de la Sierra (Badajoz). Vista general de la vivienda n.º 1 de la calle Segura, más conocida como "casa de Catón".

En términos similares, se expresa tres días después, esta vez en Fregenal:

Y así mismo, según decía en la página anterior, experimento un placer inmenso, de satisfacciones íntimas, puramente espirituales, cada vez que pienso y siento los bienes que han de desprenderse del destino de mi casa y cosas en [un] futuro no demasiado lejano, según se disponga y ejecute mi testamento, Dios mediante.

En otro momento, arremete contra la Pintura

[…] sin carácter, sin vibración, sin cuerpo y sin alma, en fin, indigna de ser considerada como tal, artística y elevadamente hablando, pensando y sintiendo, diríamos mejor.

Se conservan también algunos comentarios en los que muestra una honda preocupación existencial:

Y es que no sabemos dónde está la felicidad ni hay manera de alcanzarla si cuando alguna vez creemos que la vamos a poseer siquiera un momento porque nos roza y le estamos tocando sus alas con las que ya casi nos vemos transportados por ella, de pronto, nos hace una pirueta cruel y estúpida y nos queda burlados y maltrechos en medio de nuestro azaroso camino.

Ninguna planta tan trasplantable y adaptable como el hombre, que aunque aunque alguna vez sucumba o se debilete y degenere, generalmente, sobre todo si se le dan medios de vida y defensa, es capaz de convivir y aun ser feliz en medio de todos los climas y circunstancias más adversos y contradictorios.

Riqueza es abundancia y lo que abunda no daña, verdad relativa también, porque de los excesos se producen muchos males, pero es cuando estos no se prevén o se corrigen o administran. Luego el bien final puede y debe consistir en la riqueza bien administrada, pues lo contrario sería caer también en pobreza.

Asimismo, hay referencias a José Camón Aznar, Santiago Rusiñol, Joaquín Mir, Anglada Camarasa (son muy frecuentes los contactos con el grupo catalán), los extremeños Timoteo Pérez Rubio, Adelardo Covarsí o Enrique Pérez Comendador y otros artistas e intelectuales coetáneos.
Sobre su producción poética, cabe mencionar dos dísticos publicados tardíamente (bien que en lujosa y cuidadísima edición) en la obra colectiva Badajoz en 100 fotografías (1989. Caja de Badajoz. ISBN 978-8450588189):

| Campo extremeño hermoseando la presencia de Dios. | Cualquier manera en el campo nos acerca a la esperanza. |

Con todo, es bastante probable que aún queden otros textos de Gómez Catón diseminados entre las publicaciones de la época, sobre todo en aquellos lugares por los que discurrió su actividad artística.

## Galería de imágenes
Utensilios de pintura y muebles de Rafael Gómez Catón
|  |
|  |

|  |
|  |

|  |
|  |

|  |
|  |

|  |
|  |

|  |
|  |

|  |
|  |

|  |
|  |

|  |
|  |

|  |
|  |

## Hemerografía
- Caso Amador, Rafael (1993). «Una carta del escultor Pérez Comendador a Rafael Gómez Catón». Fiestas Patronales en honor de Ntra. Sra. Santa María de los Remedios (Fregenal de la Sierra: Asociación y Patronato de Ntra. Sra. Santa María de los Remedios).
- GÓMEZ CATÓN, RAFAEL (11 may. 1925). «La romería de los Remedios». El Homenaje (Fregenal de la Sierra).
- GÓMEZ CATÓN, RAFAEL (4 jun. 1926). «Carta abierta». Correo de la Mañana (Badajoz) (3795): 4.
- Hernández Sanz, F. (jul. 1922). «Exposición de dibujos y pinturas de D. Rafael G. Catón y Carvajal». Revista de Menorca (Ateneo Científico, Literario y Artístico de Mahón). XVII (VII): 219-221. ISSN 0211-4550.
- Lebrato Fuentes, Francisco (1984). «25 años para un recuerdo». La Fontanilla (Ayuntamiento de Fregenal de la Sierra) (4): 10.
- Pérez Reviriego, Miguel (sep.-dic. 1976). «Carta inédita de Eugenio Hermoso a D. Rafael Gómez Catón». Revista de Estudios Extremeños (Badajoz: Servicios Culturales de la Excma. Diputación Provincial). XXXII (III): 483-489. ISSN 0210-2854.
  - «Centenario de Gómez Catón». Hoy. Dominicalia (Badajoz). 7 oct. 1990.
  - «Rafael Gómez Catón (1890-1961)». Hoy. Dominicalia (Badajoz): 28-29 (IV-V). 4 nov. 1990.
  - «Nuevos datos acerca del pintor Gómez Catón». Hoy. Dominicalia (Badajoz): 30 (II). 21 abr. 1991.
  - «Notas sobre algunos cuadros de Gómez Catón». La Fontanilla (Ayuntamiento de Fregenal de la Sierra) (17): 79-81. sep. 1991.
  - «Vida y obra de Gómez Catón». Hoy (Badajoz): 53. 8 nov. 1991.
- Quintero Carrasco, José (1986). «Rafael Gómez Catón». La Fontanilla (Ayuntamiento de Fregenal de la Sierra) (7).
- REDACCIÓN (oct. 1922). «Sesión de apertura del curso académico celebrada en el Ateneo el 16 de octubre de 1922». Revista de Menorca (Ateneo Científico, Literario y Artístico de Mahón). XVII (X): 929. ISSN 0211-4550.
- Sin indicación del autor (abr. 1981). «Rafael Gómez Catón». Exposición-Homenaje Pinturas de Rafael Gómez Catón (Fregenal de la Sierra: 75.º aniversario de la coronación canónica de Santa María de los Remedios. Comisión de Actos Culturales): 2-3.
- Vicén Vila, Aurelio (2 may. 1922). «De Arte». El Bien Público (Mahón) (14 711): 1.
- Vicén Vila, Aurelio (6 may. 1922). «De Arte». El Bien Público (Mahón) (14 715): 1-2.